# Hatzfeld (Eder)
Hatzfeld (Eder) è una città tedesca di 2 963 abitanti, situata nel Land dell'Assia.

## Geografia fisica

### Posizione geografica
Hatzfeld si trova nell'Assia occidentale a nordovest di Marburgo ed a nord del monte Sackpfeife, nella valle del fiume Eder.

### Comuni limitrofi
Con Hatzfeld confinano: a nord e ad est la città di Battenberg (circondario di Waldeck-Frankenberg), a sud la città di Biedenkopf (circondario di Marburg-Biedenkopf), e ad ovest la città di Bad Berleburg (nel circondario di Siegen-Wittgenstein, nella Renania Settentrionale-Vestfalia).

### Sobborghi
| - Reddighausen - Holzhausen - Eifa - Biebighausen |

## Storia
La famiglia von Hatzfeld è citata per la prima volta verso il 1138 come de Hepisvelt. Come confinanti dei conti di Battenberg furono coinvolti come loro alleati nelle dispute dell'Alto e Basso Medioevo fra il marchesato dell'Assia e l'Elettorato di Magonza. La loro rocca (oggi in gran parte distrutta) venne citata nel 1282 ed ai suoi piedi nel 1340 fu fondata una città. Nel 1570 il territorio sotto la signoria degli Hatzfeld fu dimezzato e successivamente nel 1772 passò alla Casa d'Assia. Nel 1866 Hatzfeld entrò a far parte del principato dell'Assia-Darmstadt e nel 1885 perse lo status prussiano di città che, dopo lo scioglimento dello stato prussiano, riottenne nel 1950.

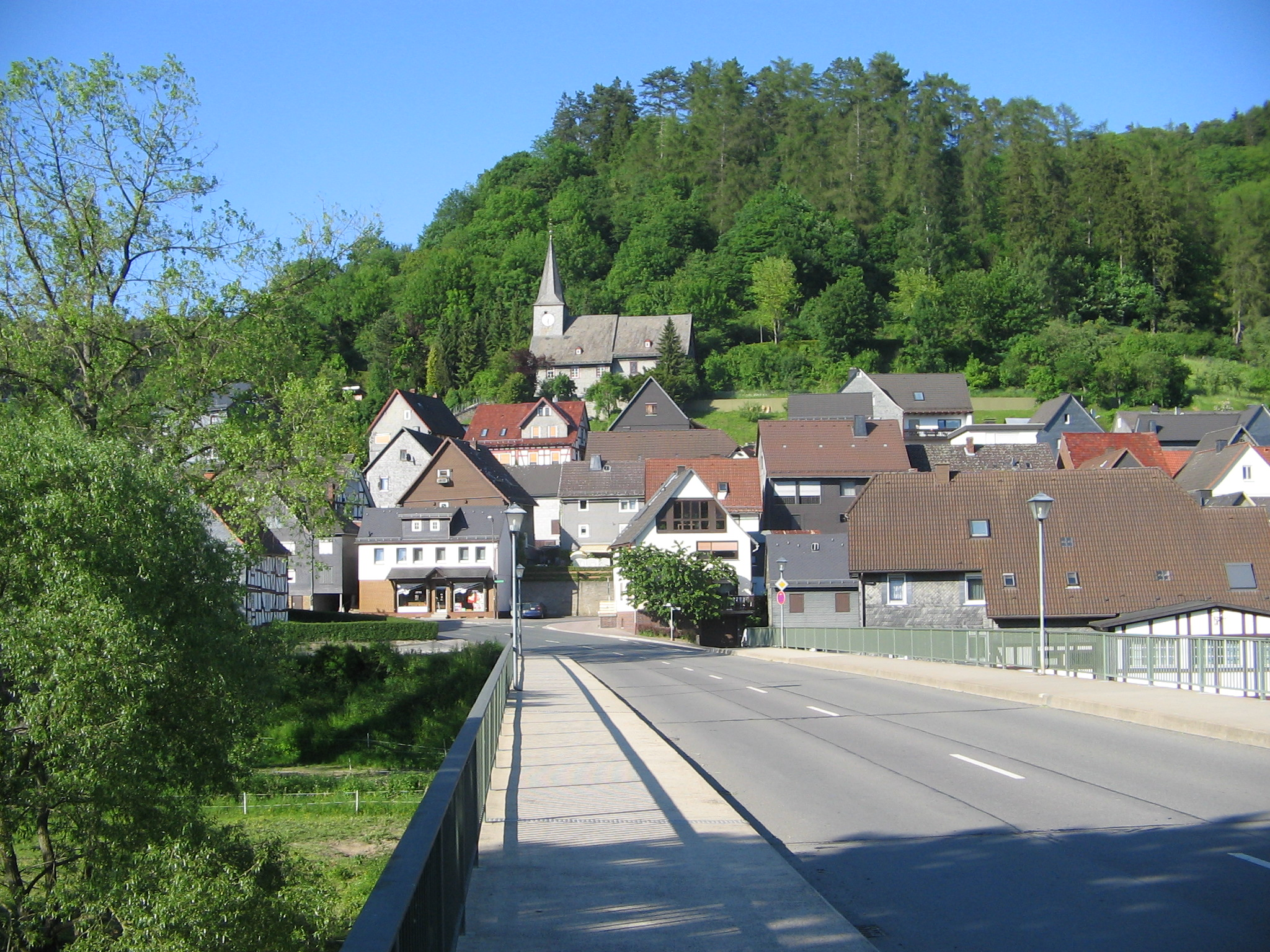
Hatzfeld, estate 2006
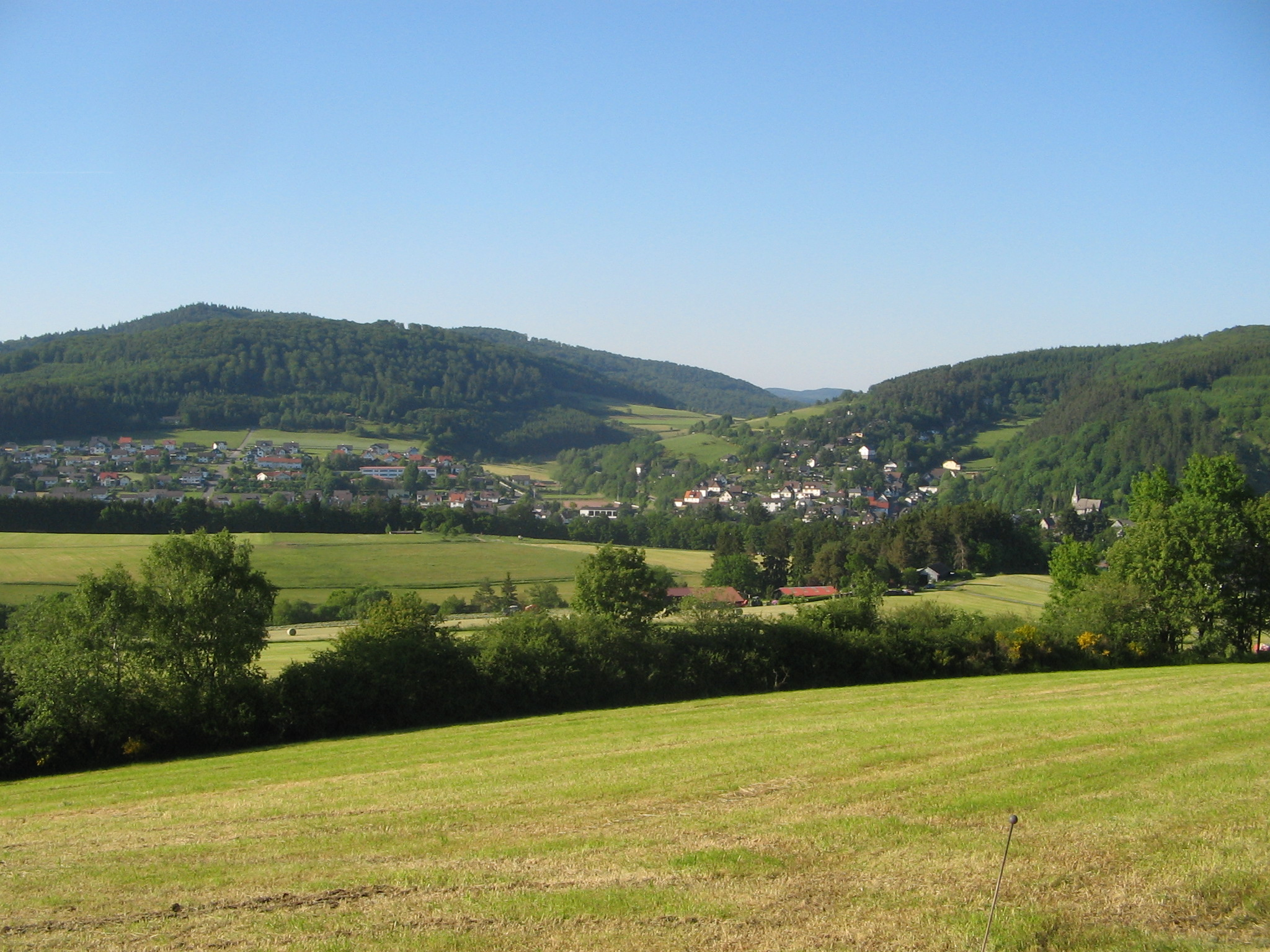
Vista su Hatzfeld
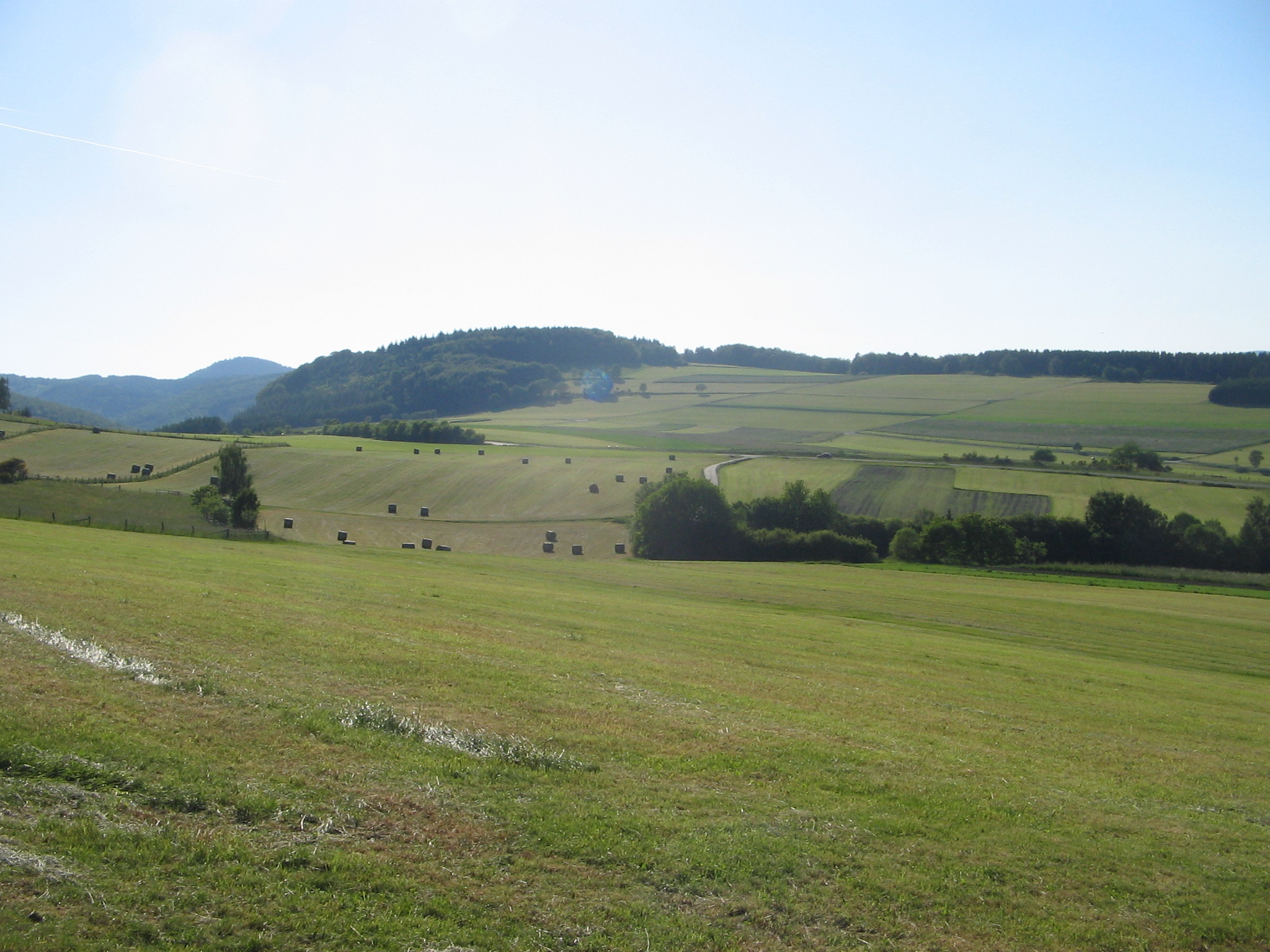
Vista sul Ahlefeld

## Politica
Le elezioni comunali del 26 marzo 2006 diedero i seguenti risultati:
| Partiti e coalizioni elettorali | Partiti e coalizioni elettorali                         | % 2006 | Seggi 2006 | % 2001 | Seggi 2001 |
| CDU                             | Unione Cristiano Democratica                            | 15,4   | 3          | 17,4   | 4          |
| SPD                             | Partito Socialdemocratico di Germania                   | 19,2   | 4          | 21,6   | 5          |
| FDP                             | Partito Liberale Democratico                            | 7,4    | 2          | 5,2    | 1          |
| BLR                             | Lista Civica di Reddighausen (Bürgerliste Reddighausen) | 24,7   | 6          | 22,0   | 5          |
| BLR                             | Lista Civica di Hatzfeld (Bürgerliste Hatzfeld)         | 11,3   | 3          | 15,5   | 4          |
| BLH                             | Lista Civica di Holzhausen (Bürgerliste Holzhausen)     | 12,7   | 3          | 13.3   | 3          |
| BLE                             | Lista Civica di Eifa (Bürgerliste Eifa)                 | 9,2    | 2          | 5,0    | 1          |
| Totali                          | Totali                                                  | 100,0  | 23         | 100,0  | 23         |
| Suddivisione in %               | Suddivisione in %                                       | 58,5   | 58,5       | 63,0   | 63,0       |

## Amministrazione

### Gemellaggi
La città è gemellata con:
- Francia: Cloyes-sur-le-Loir, dipartimento dell'Eure-et-Loir, dal 1979.

## Cultura e monumenti

### Chiesa di San Giovanni
La chiesa evangelico-luterana di San Giovanni è un edificio di culto con struttura a traliccio risalente al XIV secolo. L'anno di costruzione non è ben noto ma la Cappella di Emmaus era indicata già dal 1379 come "antica chiesa". Essa fu eretta in stile gotico dalla famiglia von Hatzfeld a mezza altezza della collina della rocca nel 1340. Nel coro, sospeso sull'altare, si trova un crocifisso del XV secolo.

### Cappella di Emmaus
La Cappella di Emmaus è la più antica delle chiese di Hatzfeld. Costruita come basilica a tre navate con una ben munita torre nel XII secolo, fu dedicata a San Ciriaco, un patrocinio che fu indicato fin dal X secolo. Essa appartenne alla fortificata "Gran Corte di Nieder-Hatzfeld". Fino alla creazione della Rocca nel tardi XII secolo essa fu la sede dei signori di Hatzfeld. Con la costruzione, non cinta da mura, del centro della città nel XIV secolo, la sede vi fu inclusa. Da allora la Cappella fu la chiesa cimiteriale dei cittadini di Hatzfeld.

### Chiesa cattolica di Sant'Uberto
Su una sporgenza della roccia sulla valle dell'Eder, in un bel posto, fu fatta costruire nel 1898, da parte del conte Alfred Korff, ispettore forestale del re, una cappella cattolica che l'appassionato cacciatore volle dedicata a Sant'Uberto.
Sull'ingresso vi è attaccato un grosso palco di cervo. Dopo la sua costruzione il conte ne fece la chiesa di famiglia. Egli morì nel 1936 e vi fu sepolto. Accanto a lui giacciono anche le salme di due suoi figli.
La nipote del conte donò, nel 1950, la cappella alla comunità cattolica ed a questo scopo la fece ristrutturare ed ampliare.